# Музыченко, Юрий Васильевич

Юрий Васильевич Музыченко (5 декабря 1937, с. Камышево, Белоярский район, Свердловская область, РСФСР — 17 сентября 2014, Омск, Российская Федерация) — советский и российский театральный актёр, артист Омского академического театра драмы, заслуженный артист Российской Федерации.

## Биография
В Омский драматический театр пришёл в 1958 г., поработав токарем и фрезеровщиком сначала в Каменск-Уральске, потом на омском Сибзаводе. В 1962 г. окончил театральную студию под руководством Изабеллы Баратовой при Омском областном драматическом театре и остался работать в театре.
Сыграл более ста ролей, работал с режиссёрами Ю. А. Альховским, Е. Р. Хигеровичем, Я. М. Киржнером, А. Ю. Хайкиным, Г. Р. Тростянецким и другими. Среди наиболее заметных работ: герцог Корнуэльский в «Короле Лире», Вася Кузякин в пьесе «Любовь и голуби», Маркс в «Натуральном хозяйстве в Шамбале» и другие.
Похоронен на Старо-Северном мемориальном кладбище города Омска.

## Семья
Жена — Эльвира Николаевна Музыченко (род. 9 марта 1940) — заведующая гримёрным цехом Омского академического театра драмы. Дети — Лидия Музыченко, Татьяна Музыченко, Евгений Музыченко.

## Театральные работы
- Голыш — «Ермак» (1963);
- Пчёлка — «Стряпуха замужем» (1965);
- Степан — «Виринея» (1966);
- Эмиль — «Игла и штык» (1966);
- Рагно — «Сирано де Бержерак», Э.Ростан (1969);
- Матье —  «Платок Мольера»  К. Гуцков;
- 1-й могильщик —  «Гамлет» У. Шекспир;
- Шут — «Смерть Иоанна Грозного»  А.К. Толстой (1969);
- Машин —  «Так начиналась легенда»  А. Мозгунов и Я.Киржнер (1970);
- Дьюла — «Проснись и пой»  (1971);
- Клещ — «На дне»  (1971);
- Лучко —  «Человек со стороны»  И. Дворецкий;
- Котелков —  «Моя любовь на третьем курсе»  М. Шатров;
- Прыщёв — «Солдатская вдова» Н. Анкилов (1972);
- Котов —  «Десять нераспечатанных писем»  М. Шатров;
- Начальник —  «Муж и жена снимут комнату»  М. Рощин;
- Селезнёв  — «Четыре капли»  В. Розов;
- Приказчик — «Ясная Поляна» Д. Орлов;
- Мармеладов — «Преступление и наказание» Ф. Достоевский (1973);
- Мужчина — «Добрый человек из Сезуана» Б. Брехт (1973)
- Курносый — «Энергичные люди»  В. Шукшин (1974);
- Коротыш Бинингс — «Орфей спускается в ад», Теннесси Уильямс (1974);
- Иван — «Беседы при ясной луне»  В. Шукшин;
- Меценат — «Антоний и Клеопатра»  У. Шекспир;
- Помигалов —  «Прошлым летом в Чулимске»  А. Вампилов;
- Дикой — «Гроза», А.Н. Островский (1976);
- Илья — «Последний срок», В. Распутин (1977);
- Василий — «Деньги для Марии» В. Распутин (1978);
- Ферапонт Фомин —  «Царская охота»  Л. Зорин (1978);
- Глухов —  «Солёная Падь» С. Залыгин (1979);
- Борода —  «Зажигаю днем свечу... ("Андрюша")»  В. Гуркин (1980);
- Александр Михайлович Крутояров —  «Тревога»  Н. Анкилов (1980);
- Федот —  «Сибирь» Г. Марков (1981);
- Проводник —  «Мы, нижеподписавшиеся» А. Гельман
- Герцог Корнуэльский — «Король Лир», У.Шекспир  (1982);
- Вася Кузякин — «Любовь и голуби» В. Гуркин (1982);
- Соляник —  «Рядовые»  А. Дударев (1984):
- Неуеденов, Устрашимов, Чебаков — «Мой бедный Бальзаминов» (1985);
- Андрей Петрович — «Мать и сын» (1985);
- мужчина, Тесей — «Афинские ночи» Аристофан и Эврипид (1988);
- Дудукин — «Среди людей дурного поведения» (1992);
- Кролевский — «Биография» Макс Фриш (1992);
- Станислав Геннадьевич — «Сердце, молчи» (1994);
- Маркс — «Натуральное хозяйство в Шамбале», Алексей Шипенко (1994);
- Костылёв — «На дне», М. Горький (1995);
- Капитан — «Венецианские близнецы», Карло Гольдони (1995);
- Фальстаф — «Виндзорские насмешники» (1996);
- Мисер Смит II — «Вкус мёда» (1996);
- Луп Лупыч Переярков — «Пучина», А. Н. Островский (1996);
- Толстый Касик — «Церемонии зари», Карлос Фуэнтес (1998);
- Цомпантекучтли — «Церемонии зари», Карлос Фуэнтес (1998);
- Джаккино — «Голодранцы-аристократы», Эдуардо Скарпетта (1998);
- Константин Сергеевич — «Любовь как милитаризм», Петр Гладилин (1999);
- Селздон Моубрей, который играет Грабителя — «Театр», Майкл Фрейн (1999);
- Тесть — «Приглашение на казнь», Владимир Набоков (2000);
- Укротитель львов — «Приглашение на казнь», Владимир Набоков (2000);
- Сеньор Маурицио, канцлер Совета Восьми — «Лоренцаччо», Альфред де Мюссе (2000);
- Почтовый инспектор — «Полковнику никто не пишет», Габриэль Гарсиа Маркес (2001);
- Кифа Мокиевич — «Брат Чичиков», Нина Садур (2001);
- Треси Топман, член Пиквикского клуба — «Пиквикский клуб», Чарльз Диккенс (2003);
- Двоеточие Семен Семенович, дядя Суслова — «Дачники», Алексей Пешков (2003).
- Душистый Горошек — «Ночь любовных помешательств» по пьесе Вильяма Шекспира «Сон в летнюю ночь» (2008);
- Человек Крутицкого — «На всякого мудреца довольно простоты», А. Н. Островский (2011);
- Князь — «Ханума» (2011);
- Игумен, дряхлый и начитанный — «Бег», Михаил Булгаков (2012).